# Nowy Żelewiec
Nowy Żelewiec – osada w Polsce położona w województwie pomorskim, w powiecie kościerskim, w gminie Lipusz.
Osada na prawym brzegu  Jeziora Wieckiego, na północ od Żelewca.